# Teorie konvergence
Teorie konvergence (z lat. convergentia = směřování, sklon, sbíhavost) byla formulována v roce 1960 americkým profesorem Clarkem Kerrem z kalifornské Berkeley univerzity. Na jeho myšlenku pak navazovali i další autoři. Základní premisou teorie je, že v důsledku industrializace se země začnou podobat z hlediska společenských norem a technologie.
Důsledkem teorie konvergence by mohl být vznik unifikované společnosti. To je však málo pravděpodobné, protože jsou mezi zeměmi velké politické a náboženské rozdíly. Teorie také uvádí tzv. „catch up“ efekt, tj. že méně vyspělé země se budou vyvíjet rychleji v důsledku přístupu k informacím a technologiím vyspělejších zemí.

## Historie
Pojem se v ekonomii, politologii a sociologii začal vyskytovat od 50. let 20. století. Teorie o společenské konvergenci v té době tvrdily, že rozvojové země budou ekonomicky růst podobně, jako před nimi země rozvinuté. Definoval ho však až v roce 1960 právě Clark Kerr.
Náznaky teorie konvergence můžeme ale sledovat již v 30. letech ve spojení s hospodářským dirigismem. Dalšími faktory podporujícími tuto myšlenku bylo zbrojení a válečná organizace, které napomáhaly překonání kulturních, politických a ideologických odlišností. Při 2. světové válce se ukázalo, že země s rozdílným společenským uspořádáním mohou spolupracovat.
První významnější koncepci blízkou teorii konvergence však vytvořil P. A. Sorokin již v roce 1944. Ten ve své knize USA and Russia pojednával o podobnostech těchto dvou zemí, a to jak geografických, tak i kulturních a velmocenských.
Další vzniklé teorie si všímaly toho, že se země po 2. světové válce začaly v mnohém sbližovat i přes zachování svých specifických rysů.
Teorie byla v pozdějších dobách napadána kvůli jejímu determinismu, příklonu k Západnímu myšlení či zanedbání role rozvojových zemí ve světové ekonomice. Často se však jednalo o posměšky, nikoliv vážné vědecké studie.
Dále byla teorie kritizována proto, že předpokládá, že status rozvinuté země má být cílem zemí rozvojových a nedbá přitom ohledu na negativní aspekty čistě ekonomicky zaměřeného modelu rozvoje. Takový model totiž může dle některých akademiků rozevřít nůžky ve společnosti, dále k dosažení cíle také nepřiměřeně vyčerpává přírodní zdroje a ničí přírodní prostředí.

## Konvergence a divergence
Na počátku 80. let 20. století se teorii konvergence snažili přeformulovat Inkeles a Sirowy. Inkeles zdůraznil, že v dřívějších pojednáních o teorii nebyly rozlišeny různé aspekty společnosti, z nichž každá se může vyvíjet nejen jinou rychlostí, ale také jiným směrem. Společenský systém tedy navrhl rozdělit na nejméně 5 aspektů, rozlišil také formy konvergence a divergence.

### Konvergence
- jednoduchá konvergence, přechod z rozdílnosti do jednoty
- konvergence z různých směrů ke společnému cíli, při této konvergenci se společnosti v některých věcech přibližují a v jiných oddalují
- konvergence pomocí překračování hranic spíše než změnou v největších rozdílech
- divergentní cesta ke konvergenci, rozdílné metody vedou ke stejnému výsledku a poté tedy ke konvergenci
- konvergence ve formě paralelní změny

### Divergence
- jednoduchá divergence, opak jednoduché konvergence, společnosti se ještě více vzdalují a rozdíly se zvětšují
- divergence se společným bodem, ve kterém se společnosti potkají, ale pak se zase vzdalují
- konvergentní trendy maskující divergenci

V neposlední řadě Inkeles zmiňuje, že je potřeba pečlivě zvolit formu a hloubku analýzy, a také časový úsek ke zkoumání konvergence či divergence.